# 1999 VM19
1999 VM19 är en asteroid i huvudbältet som upptäcktes den 10 november 1999 av den kroatiska astronomen Korado Korlević vid Višnjan-observatoriet.
Asteroiden har en diameter på ungefär 5 kilometer och den tillhör asteroidgruppen Nysa.